# Boy 87
Boy 87 (Refugee 87) este un roman contemporan de ficțiune istorică scris de Ele Fountain. Tema principală este criza refugiaților. Romanul a fost scris în timp ce autoarea locuia în Etiopia și a fost publicat de Pushkin Children's Books în Marea Britanie și de Little Brown în SUA (cu titlul Refugee 87).

## Rezumat
Protagonistul romanului este un băiat pe nume Shif. Acțiunea începe într-o dictatură fără nume. Este o zi ca oricare alta pentru Shif și cel mai bun prieten al lui, Bini. Cei doi sunt la școală. Shif se gândește la ce vor face când vor fi mari și își vor fi terminat serviciul militar pentru țară. Amândoi sunt foarte inteligenți; au sărit peste mai multe clase și sunt pe cale să înceapă mai devreme școala militară.
După câteva zile, în jurul școlii apar soldați care caută orice copil suspect că ar încerca să se sustragă serviciului militar. Shif descoperă că mama lui l-a mințit în privința tatălui său. Ea îi spusese că tatăl lui a murit în spital, dar de fapt a fost trimis la închisoare.
Curând după aceea, Shif îi vede pe soldați chiar lângă casa lui. Când un soldat îl abordează, băiatul fuge repede în casă. Lucrurile încep să se agraveze când, a doua zi, Bini nu mai vine la școală, apoi când Shif ajunge acasă, mama lui îi spune că trebuie să plece singur, fără ea sau sora lui. Este urmărit de Guvern. Shif împachetează în grabă. Soldații intră în casă și caută dovezi că încearcă să fugă. Găsesc sacul cu bagaje. Shif și Bini sunt urcați într-un camion care îi duce la închisoare.
Cei doi băieți sunt speriați și epuizați pentru că drumul durează o zi întreagă pentru a ajunge la închisoare, unde „trădătorii” sunt întemnițați în containere de marfă. Sunt aruncați în același container împreună cu alți prizonieri, dintre care unii sunt acolo de mai bine de zece ani. Shif și Bini sunt confuzi, obosiți și însetați. Deținuții de acolo le explică regulile și cum funcționează treaba. Li se permite să facă mișcare timp de zece minute pe zi. Containerul e extrem de friguros noaptea și foarte fierbinte în timpul zilei. Hrana și apa sunt aproape inexistente. Unul dintre ceilalți prizonieri, Yonas, le spune că au întocmit un plan de evadare pentru ei, deoarece sunt tineri și sănătoși în comparație cu ceilalți prizonieri și ar putea avea șanse de reușită. Dacă vor scăpa, vor putea spune lumii întregi despre situația din țară. Yonas îi mărturisește lui Shif că tatăl lui ar putea fi încă în viață întrucât fuseseră trimiși la aceeași închisoare acum câțiva ani.
Shif și Bini pun în practică planul de evadare. Aleargă cât pot, dar sunt urmăriți de paznici. Shif scapă, însă nu și Bini. Shif se hotărăște să pornească spre nord, spre Marea Mediterană, pentru a fugi în Italia și a-și aștepta acolo familia.

## Personaje
Shif (Shiferwa Gebreselassie) este personajul principal al romanului, un copil foarte deștept. Ghinionul lui a fost că a avut un tată profesor care s-a opus guvernului și a vrut să fie plătit corespunzător. Cel mai bun prieten al lui este Bini. Are o soră mai mică pe nume Lemlem și o mamă iubitoare, dar care îi ascunde adevărul despre tatăl săi și îl lasă să creadă că este mort.
Bini este prietenul protagonistului, și el foarte inteligent (poate chiar mai inteligent decât Shif). Numele mamei lui este Saba.
Yonas este personajul care îi ajută pe Shif și Bini să evadeze din închisoare. Este bătrân și se află în închisoare de ani de zile.
Lemlem este sora lui Shif. Nu se știu multe despre ea, decât că este tânără și îi plac lucrurile colorate.
Almaz este noua prietenă a lui Shif după ce își părăsește țara natală. Și Almaz vine din aceeași țară, împreună cu familia ei. Numele mamei ei este Shewit, iar tatăl ei este Mesfin. Are un frate care a fost luat în armată.

## Receptare critică
Kirkus Reviews a caracterizat Boy 87 drept „Un roman de debut plin de suspans despre lăcomia și dragostea care modelează soarta unui refugiat”. O recenzie realizată de organizația caritabilă BookTrust l-a descris ca fiind „o carte importantă și oportună, care evidențiază realitățile vieții de refugiat”.
Despre Boy 87 s-au scris recenzii pozitive în Publishers Weekly și în The Sunday Times. În Buletinul Centrului de Cărți pentru Copii se menționează că, deși nu sunt date detalii clare despre situația geopolitică, originea personajelor principale în Africa de Nord reiese din limbajul și alte elemente tipice inserate de autoare.
Articolul din The Guardian o descrie ca fiind o carte plină de tensiune, teamă, suferință și speranță, ce combină amărăciunea de a ți se fura dreptul la o familie, casă și identitate proprie cu hotărârea dârză de a supraviețui.

## Premii
Boy 87 a fost nominalizat și a câștigat mai multe premii britanice în domeniul literar. 
În 2019 i-au fost decernate următoarele premii: Southwark Book Award 2019, Portsmouth Book Award Longer Novel, Sheffield Children's Book Award Longer Novel și Premiul Sefton Super Reads 2019.
A primit nominalizări pentru Northeast Book Award în 2018, iar în 2019 pentru Waterstones Children's Book Prize pentru cititorii în vârstă, Teach Primary Key Stage 2 Book Award, Warwickshire Secondary Book Award, Premiul North Herts Schools’ Book Award la categoria Tineri și Redbridge Children’s Teenage Book Award.
Boy 87 a fost, de asemenea, inclusă pe lista lungă din 2019 a premiului pentru carte acordat de UKLA (o asociație britanică pentru sprijinirea lecturii) la categoria de vârstă 7-11 ani .